# Aftonbladet
Aftonbladet (en français « la feuille du soir ») est un journal suédois créé par Lars Johan Hierta en 1830, pendant la période de la modernisation de la Suède. Il est actuellement le quotidien le plus lu de  Scandinavie. Il a été racheté en 1956 par la LO – le syndicat des ouvriers suédois. Il est aujourd'hui détenu par la confédération suédoise des syndicats (50,1 %) et par le groupe norvégien de médias Schibsted.
Aftonbladet possède des bureaux à Stockholm, Göteborg et Malmö.

## Ligne éditoriale
Aftonbladet se définit comme étant indépendant, mais d'orientation sociale-démocrate. Il se classe dans la catégorie des tabloïds, mais son style de journalisme peut parfois être plus sérieux que celui des tabloïds britanniques, tels que The Sun. Selon La revue des médias, site de l'Institut national de l'audiovisuel, le journal est spécialisé dans la couverture des nouvelles sportives et des scandales, mais conserve une bonne qualité journalistique. 
Elle classe le journal au centre-gauche.

## Histoire

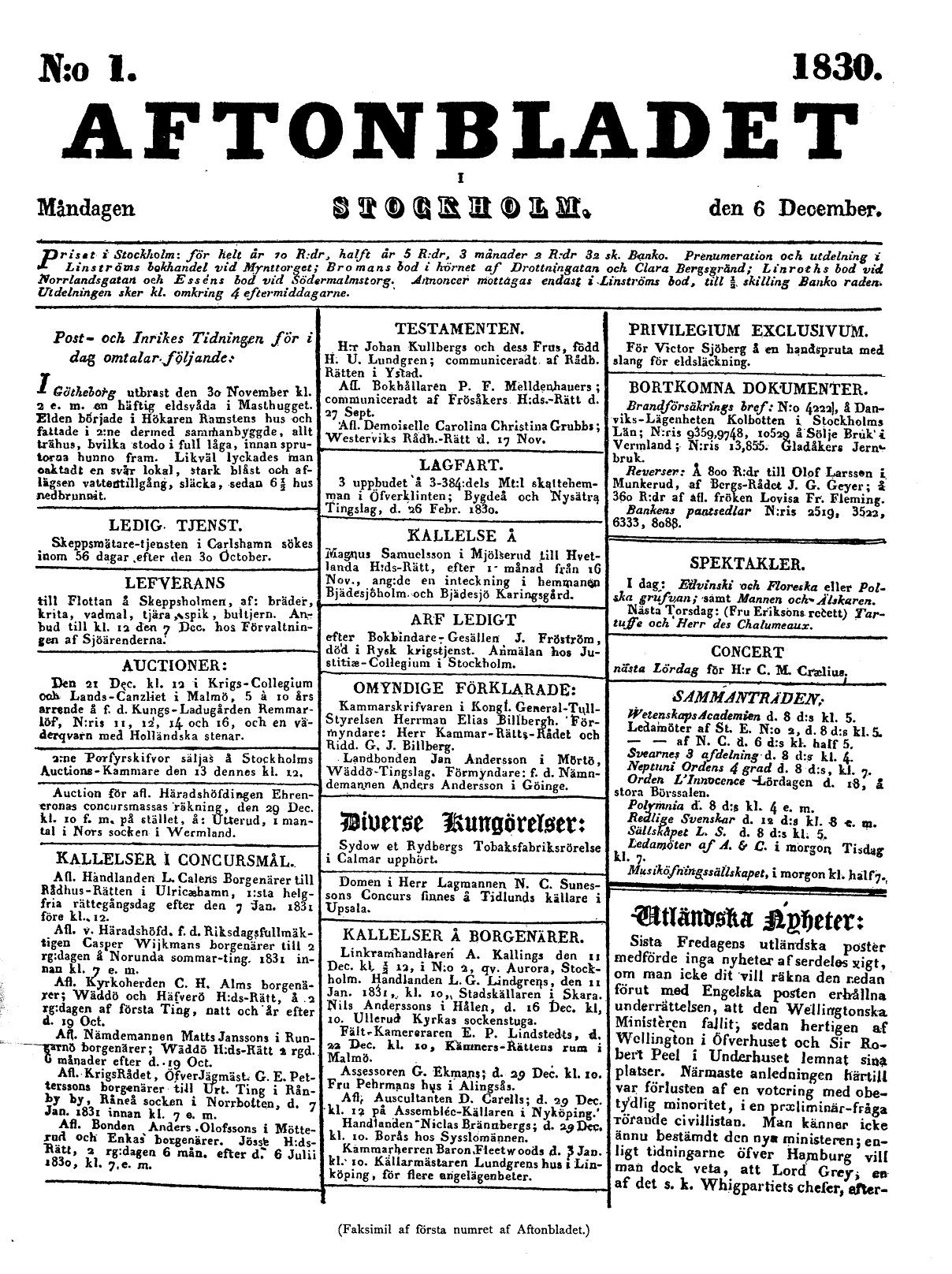
Premier numéro.

Durant son existence, Aftonbladet a adopté différentes tendances politiques. Initialement libéral, il s'oriente vers le conservatisme sous la direction de Harald Sohlman, rédacteur en chef entre 1890 et 1921. Pendant la Première Guerre mondiale, une part majoritaire du capital est cédée au gouvernement allemand par un accord secret.
En 1929 la famille Kreuger prend le contrôle du journal par l'intermédiaire de Swedish Match, société de tabac et d'allumettes au cœur de l'empire de Ivar Kreuger. Aftonbladet est alors défini comme étant « neutre ». En 1932, il soutient le gouvernement social-démocrate de Per Albin Hansson. Quelques années plus tard, il s'est à nouveau aligné sur les idées du parti libéral-conservateur et s'est fait l'avocat d'une politique libérale. Très fortement influencé par ses employés pro-allemands, le journal a soutenu l'Allemagne pendant la Seconde Guerre mondiale.
Le 8 octobre 1956, Torsten Kreuger vend le journal à la confédération suédoise des syndicats malgré l'intérêt des partis libéral et du centre. Après une légère chute, la diffusion du journal est rapidement remontée dans les années 1960, avec un maximum de 507 000 exemplaires.
Au début des années 1990, Aftonbladet connaît des problèmes économiques, certains émettent des réserves sur la capacité d'une organisation syndicale à être patron de presse. Le 2 mai 1996, le groupe norvégien Schibsted prend une participation minoritaire dans le journal, laissant le contrôle de la ligne éditoriale à la confédération suédoise des syndicats. La même année, sa diffusion dépasse celle de son vieux rival Expressen.
Aftonbladet est par ailleurs un des premiers journaux à avoir pris conscience de l'importance du média Internet, en étant publié sur la toile depuis le 25 août 1994. Son site Internet est l'un des cinq sites suédois les plus visités.

## Critiques
Le style sensationnel du journal lui a valu des critiques, notamment par un de ses propres journalistes, Peter Kadhammar, qui a fait un parallèle entre le traitement par le journal de la vie amoureuse de Linda Rosing et de la guerre en Irak.
Selon le Jewish Virtual Library, certaines accusations d'antisémitisme reviennent également régulièrement. Ainsi, dès la guerre au Liban de 1982, le journal accuse Israël de commettre un holocauste et en 2002, un article titré « Arafat le crucifié » semble se rapprocher de la légende du peuple déicide et attire l'attention de la communauté juive sur le journal. Mais c'est en août 2009 que le journal essuie les pires critiques, lorsqu'il publie un article dans lequel un Palestinien accuse l'armée israélienne d'avoir couvert un trafic d'organes prélevés sur des Palestiniens tués. L'article est comparé aux accusations de crime rituel contre les Juifs par le gouvernement israélien qui demande des mesures au gouvernement suédois. L'absence de réaction de ce dernier, qui se distancie d'une déclaration faite par son ambassadeur à Tel Aviv et souligne la liberté de la presse, menace les relations entre les deux pays. Des commentateurs suédois, dont le journal Dagens Nyheter, tout en jugeant qu'Aftonbladet a publié un article trop spéculatif, défendent la liberté de la presse et critiquent les réactions excessives du gouvernement israélien qu'ils soupçonnent d'être une tactique de défense contre les critiques à l'égard de sa politique.
La polémique a pris fin à la suite de la publication du témoignage du Dr Yehuda Hiss, ancien chef du principal institut médico-légal, qui a obligé Israël à admettre les faits et reconnaitre les pratiques dénoncées dans l'article donnant ainsi raison au journal suédois.